# Saint George Basseterre
Saint George Basseterre é uma paróquia de São Cristóvão e Neves localizada na ilha de São Cristóvão. Sua capital é a cidade de Basseterre.